# Retrat eqüestre del príncep Baltasar Carles
El retrat eqüestre del príncep Baltasar Carles va ser pintat per Diego Velázquez el 1635 i es conserva en el Museu del Prado.
Velázquez va rebre l'encàrrec de pintar una sèrie de retrats eqüestres que es destinarien al Saló de Regnes del palau del Bon Retir de Madrid. Allí es van penjar les obres amb els retrats a cavall de Felip IV i la seva esposa Isabel de Borbó. El buit que quedava entre mitjanes d'aquestes dues pintures era la sobreporta del saló, per la qual va pintar Velázquez el retrat del príncep Baltasar Carlos, d'una grandària menor que els altres dos dels seus pares.
El príncep, amb sis anys, munta una jaca/ cavall obès vista des de baix, en estar destinat el quadre a un lloc elevat, la qual cosa produeix una evident deformació en l'animal. El quadre va ser pintat amb molt poc pigment, estès en capes gairebé transparents aplicades directament sobre la preparació blanca, que queda a la vista a les muntanyes encara nevades. El príncep i el cavall van ser pintats abans que el paisatge, de manera que la seva figura es retalla amb nitidesa.

## Descripció
Aquesta pintura ofereix una brillantor de color molt superior al realitzat per Velázquez fins al moment. El príncep aparenta en aquest retrat uns 5 o 6 anys. Està alçat sobre la seva cadira, a l'estil de la munta espanyola, en actitud de noblesa; a la mà dreta porta la bengala pròpia de general que se li concedeix pel seu rang de príncep real. Vesteix un gipó teixit d'or, un coleto, uns calçons verds foscos i adornat amb or, botes de davant, valona d'encaix i barret negre amb una ploma. De la figura del nen el més destacable és el cap, un treball extraordinari que indica la maduresa en l'ofici. El to de la cara és pàl·lid, el cabell és d'un ros que contrasta amb el negre mat del chambergo. També destaca el gran barret de feltre negre sobre el cap del Príncep, que segons estudis científics de radiografia, s'ha observat que és alguna cosa posterior a la primera idea d'acabat del quadre; alguna cosa molt propi en Velázquez, però més que com un "penediment", s'especula com un afegit sol·licitat per la Casa Real. Abunden els daurats amb lluentor: el cabell del príncep, el correaje, la cadira de muntar, les mànigues i els serrells de la banda.
El cavall té un gran i desmesurat ventre si s'observa a poca distància, però cal tenir en compte que està pintat amb la deformació de perspectiva adequada al lloc on anava a anar emplaçat, enlaire, sobre una porta. Està presentat en corveta de 3/4, de manera que l'espectador pugui veure sense dificultat el cap del petit genet. Té una llarga cua i crineres que agita el vent.
El paisatge del fons és clàssic en Velázquez, sobretot el cel, anomenat cel velazqueño. El pintor coneixia bé aquests paratges del Pardo i de la Serra de Guadarrama. En aquest cas, el cavall està situat en una alçada per donar motiu així a la perspectiva del paisatge. A l'esquerra es veu la serra <i>del Hoyo</i>. La muntanya nevada que es veu al fons a la dreta és el bec de <i>La Maliciosa</i>; al seu costat Cabeza de Hierro, tot en la Serra de Guadarrama, vist des de l'extrem nord de les muntanyes del Pardo. Sembla primavera si s'ha de jutjar pels tons verds suaus de la vegetació.